# Американские Виргинские Острова на зимних Олимпийских играх 1992
Американские Виргинские острова принимали участие в Зимних Олимпийских играх 1992 года в Альбертвиле (Франция) во второй раз за свою историю, но не завоевали ни одной медали. Сборную страны представляли 12 спортсменов.

## Результаты

### Горные лыжи
Мужчины
| Спортсмен     | Дисциплина  | 1-й спуск | 2-й спуск | Общее   | Общее |
| Спортсмен     | Дисциплина  | Время     | Время     | Время   | Место |
| ------------- | ----------- | --------- | --------- | ------- | ----- |
| Джон Кэмпбелл | Супергигант |           |           | 1:26.83 | 74    |
| Джон Кэмпбелл | Гиг.слалом  | 1:20.68   | 1:19.35   | 2:40.03 | 62    |
| Джон Кэмпбелл | Слалом      | DNF       | -         | DNF     | -     |

Женщины
| Спортсмен    | Дисциплина | 1-й спуск | 2-й спуск | Общее   | Общее |
| Спортсмен    | Дисциплина | Время     | Время     | Время   | Место |
| ------------ | ---------- | --------- | --------- | ------- | ----- |
| Себа Джонсон | Гиг.слалом | 1:23.21   | 1:27.46   | 2:50.67 | 37    |
| Себа Джонсон | Слалом     | 1:08.65   | 1:01.11   | 2:09.76 | 37    |

### Бобслей
| Экипаж | Спортсмены                     | Дисциплина | 1 Спуск | 1 Спуск | 2 Спуск | 2 Спуск | 3 Спуск | 3 Спуск | 4 Спуск | 4 Спуск | Общее   | Общее |
| Экипаж | Спортсмены                     | Дисциплина | Время   | Место   | Время   | Место   | Время   | Место   | Время   | Место   | Время   | Место |
| ------ | ------------------------------ | ---------- | ------- | ------- | ------- | ------- | ------- | ------- | ------- | ------- | ------- | ----- |
| ISV-1  | Свен Петерсен Бил Нил          | Двойки     | 1:03.95 | 45      | 1:04.21 | 45      | 1:04.32 | 45      | 1:04.12 | 45      | 4:16.60 | 44    |
| ISV-2  | Даниэль Бюргнер Дэвид Антвистл | Двойки     | 1:04.21 | 46      | 1:04.10 | 44      | 1:04.12 | 44      | 1:04.29 | 46      | 4:16.72 | 45    |

| Экипаж | Спортсмены                                           | Дисциплина | 1 Спуск | 1 Спуск | 2 Спуск | 2 Спуск | 3 Спуск | 3 Спуск | 4 Спуск | 4 Спуск | Общее   | Общее |
| Экипаж | Спортсмены                                           | Дисциплина | Время   | Место   | Время   | Место   | Время   | Место   | Время   | Место   | Время   | Место |
| ------ | ---------------------------------------------------- | ---------- | ------- | ------- | ------- | ------- | ------- | ------- | ------- | ------- | ------- | ----- |
| ISV-1  | Даниэль Бюргнер Эрнест Матиас Дэвид Антвистл Бил Нил | Четвёрки   | 1:00.92 | 29      | 1:01.08 | 29      | DNF     | -       | -       | -       | DNF     | -     |
| ISV-2  | Свен Петерсен Майкл Джулин Джейм Вайтхей Пол Зар     | Четвёрки   | 1:02.45 | 31      | 1:02.52 | 31      | 1:02.73 | 29      | 1:02.65 | 29      | 4:10.35 | 29    |

### Санный спорт
Мужчины
| Спортсмен     | 1 Спуск | 1 Спуск | 2 Спуск | 2 Спуск | 3 Спуск | 3 Спуск | 4 Спуск | 4 Спуск | Общее    | Общее |
| Спортсмен     | Время   | Место   | Время   | Место   | Время   | Место   | Время   | Место   | Время    | Место |
| ------------- | ------- | ------- | ------- | ------- | ------- | ------- | ------- | ------- | -------- | ----- |
| Кайл Хайккила | 46.866  | 27      | 47.170  | 28      | 48.463  | 32      | 48.636  | 31      | 3:11.135 | 29    |

Женщины
| Спортсменка   | 1 Спуск | 1 Спуск | 2 Спуск | 2 Спуск | 3 Спуск | 3 Спуск | 4 Спуск | 4 Спуск | Общее    | Общее |
| Спортсменка   | Время   | Место   | Время   | Место   | Время   | Место   | Время   | Место   | Время    | Место |
| ------------- | ------- | ------- | ------- | ------- | ------- | ------- | ------- | ------- | -------- | ----- |
| Анна Абернати | 49.201  | 24      | 48.220  | 22      | 48.609  | 23      | 48.312  | 23      | 3:14.342 | 23    |